# Nenad Puljezević
Nenad Puljezević (ur. 13 marca 1973 w Nowym Sadzie) – serbski i węgierski piłkarz ręczny, występujący na pozycji bramkarza. Jego atrybuty fizyczne to 195 cm i 111 kg. W karierze występował w klubach: RK Nowy Sad i Pick Szeged, w którym gra obecnie. Jest podstawowym bramkarzem reprezentacji Węgier, z którą wystąpił na MŚ 2007 rozgrywanych w Niemczech. Puljezević wcześniej występował w reprezentacji Jugosławii, następnie Serbii i Czarnogóry i w końcu reprezentacji Serbii, z której odszedł w roku 2005, przyjmując obywatelstwo węgierskie. Puljezević jest trzecim z kolei serbskim zawodnikiem, który odszedł z reprezentacji po Arpadzie Šterbiku i Nikoli Eklemoviciu.